# Aaka
ˁAka (fl. XXIX secolo a.C.) è stato un faraone appartenente alla II dinastia egizia.

## Biografia
Il nome ˁAka compare solamente nel Canone Reale nella posizione 2.25.
nsw bi.tj ˁ3 -k3  - Nesut bitj ˁAka (Re dell'Alto e Basso Egitto ˁAka).
A detta di alcuni studiosi potrebbe essere uno dei sovrani che avrebbero regnato solo su alcune parti dell'Egitto sul finire della II dinastia.
Secondo altri studiosi, come ad esempio Alan Gardiner, potrebbe solamente trattarsi della corruzione di un altro nome (il Canone Reale è stato compilato circa 1500 anni dopo la fine della II dinastia) e quindi essere associabile al Neferkara della lista reale di Saqqara.

## Liste Reali
|              | \| \| \| non presente \| \| \| |
|              |                                |
| non presente |                                |
|              |                                |

|              |
| non presente |
|              |

|              | \| \| \| non presente \| \| \| |
|              |                                |
| non presente |                                |
|              |                                |

|              |
| non presente |
|              |

| aA | kA |

| aA | kA |

| aA | kA |

| aA | kA |

| aA | kA |

| aA | kA |

| aA | kA |

| aA | kA |